# Chaumoux-Marcilly
Chaumoux-Marcilly é uma comuna francesa na região administrativa do Centro, no departamento Cher. Estende-se por uma área de 16 km². Em 2010 a comuna tinha 93 habitantes (densidade: 5,8 hab./km²).